# غارانس لوكان
غارانس لوكان (بالفرنسية: Garance Le Caisne)‏ صحفيّة فرنسيّة. حظي كتابها الوثائقي حول أحوال السجون في سوريا خلال الثورة السورية، والذي نُشر عام 2015، باعتراف دولي. حصلت على جائزة غيشويستر شول للأدب في ألمانيا عام 2016.

## السيرة الذاتية
غارانس لوكان هي صحفيّة مستقلة في المجلة الأسبوعية الفرنسية Le Journal du Dimanche وفي المجلة الإخباريةL'Obs. منذ أوائل التسعينيات، عندما كانت تعيش في القاهرة قامت بتغطية القضايا السياسية في الشرق الأوسط والاحتجاجات والانتفاضات والثورات في العالم العربي. قامت بتغطية الثورة السورية بشكل خاص منذ عام 2011 وكتبت مقالات عن طب الطوارئ في الصراع السوري.

## عملية قيصر
في عملها الوثائقي عملية قيصر في قلب آلة الموت السورية، الذي نُشر في فرنسا عام 2015، تروي غارانس لوكان قصة سيزار، وهو مصور عسكري سوري سابق أُجبر، اعتبارًا من مارس 2011، على التقاط عدة صور فوتوغرافية لكل شخص قُتل وعُذب على يد النظام السوري وأرشفتها. خائفًا من عمله، قام بنسخ هذه الوثائق سرًا على مفاتيح يو.أس.بي لمدة عامين، وخاطر بحياته، وقام بتهريب أكثر من 53000 من هذه الصور إلى خارج البلاد، 25700 منها تُظهر جثث المعتقلين. وبعد فراره عام 2013، يعيش متخفيًّا في مكان مجهول في شمال أوروبا.
وبعد أشهر من العمل والتحقيق، كانت غارانس لوكان أول صحافيّة تتصّل بالمصوّر وتكسب ثقته حتى يوافق على رواية قصته. وفي الكتاب، يصف سيزار، الذي تحدث مع غارانس لوكان لأكثر من أربعين ساعة، مهمته ويكشف معلومات مفصلة عن الأحداث التي ارتكبت خلال الثورة السورية. بالنسبة للمؤلفة، كان الأمر يتعلق بجعله يروي ما رآه، دون تجميل والبقاء وفيًا للقصة، ولكن أيضًا مقارنة المصادر والتحقق من المعلومات التي تم جمعها مع شهادات أخرى.
كما أجرت غارانس لوكان مقابلات في كتابها مع معتقلين سابقين ناجين من السجون السورية، تؤكد شهاداتهم شهادة قيصر، ومن بينهم مازن الحُمادة الذي عاد إلى سوريا واختفى بعد أن وصلت طائرته من ألمانيا إلى دمشق في 22 شباط 2020. في عام 2022، كتبت غارانس لوكان كتاب لم يعد معنا، مازن الحُمادة: سيرة مغيّب، استنادا إلى مقابلات أجرتها معه الكاتبة قبل عودته غير المنطقيّة إلى سوريا.

### استقبال الكتاب
تمت ترجمة الكتاب إلى الهولندية والألمانية والإيطالية والبولندية والإسبانية والعربيّة . نالت  غارانس لوكان جائزة جشوستر ـشول للأدب عن النسخة الألمانية التي تحمل عنوان :الاسم الحركي قيصر في قلب آلة الموت السورية. أقيم حفل توزيع الجائزة في 21 نوفمبر 2016 في جامعة لودفيغ ماكسيميليان في ميونيخ.
وفي عام 2018 تُرجم الكتاب إلى اللغة الإنكليزية. وفي هونج كونج يُصنف ضمن أفضل الكتب التي تتناول حقوق الإنسان.
وقد لاقى الكتاب استحسان وسائل الإعلام الوطنية والدولية وأثار ردود فعل متباينة. وشكك الرئيس السوري بشار الأسد في صحة الصور، وهو ما أكدته لجنة التحقيق في انتهاكات حقوق الإنسان في سوريا. كما شكك في وجود المصور ذاته. بالإضافة إلى ذلك، أكد مكتب التحقيقات الفيدرالي ومنظمة هيومن رايتس ووتش غير الحكومية أن الصور لم يتم التلاعب بها. كما حددت المنظمة غير الحكومية العديد من الضحايا وجمعت شهادات من أقاربهم.
وأعربت غارانس لوكان عن أملها في أن يؤدي محتوى العمل إلى عواقب في القانون الدولي بالنسبة للمؤلفين، وأن يتحمل بشار الأسد المسؤولية أمام المحكمة الجنائية الدولية. كما تعتبر هي وسيزار الكتاب بمثابة "رسالة إلى جميع الدبلوماسيين والسياسيين الذين يعودون إلى الأسد اليوم".

## الجوائز
- جائزة الأخ والأخت شول للأدب، ألمانيا (2016).[10]

## كتبها
- عملية قيصر، في قلب آلة الموت السورية، ستوك، 2015، 238 ص.
- لم يعد معنا: مازن الحمادة، يوميّات مغيّب، دار لوسوي، باريس  2022، ص268.[15]

### مساهمات
- Collectif (septembre 2022). Syrie, le pays brûlé (1970-2021) (بالفرنسية). Paris: Seuil. pp. 847. ISBN:978-2-02-150233-6. {{استشهاد بكتاب}}: تحقق من التاريخ في: |تاريخ= (help)

## الأفلام الوثائقية
- 2016: سوريا شهود الإثبات، إخراج مشترك بين غارانس لوكايسن وأوليفييه جولي.[16]
- 2022:  Les Âmes Perdues" . النفوس المفقودة في سوريا. شارك في كتابتها غارانس لو كاين وستيفان مالتير.[17][18][19]